# Józef Kaczanowski
Józef Kaczanowski (ur. 5 października 1914 w Pretimo w powiecie szczuczyńskim, zm. 28 kwietnia 2004) – żołnierz Wojska Polskiego, obrońca Westerplatte, odznaczony Orderem Virtuti Militari.

## Życiorys
Był jednym z pięciorga dzieci Wincentego i Michaliny z Lipskich. Po ukończeniu szkoły powszechnej pracował na roli w gospodarstwie u rodziców.
W marcu 1939 powołany został do odbycia zasadniczej służby wojskowej w 77 pułku piechoty. 7 sierpnia 1939, w stopniu strzelca, został przeniesiony do Wojskowej Składnicy Tranzytowej na Westerplatte. Podczas jej obrony we wrześniu 1939, walczył na wartowni nr 5, a po jej zbombardowaniu – na nadmorskim odcinku w pobliżu placówki „Fort”. Podczas walk został kontuzjowany. Po kapitulacji WST jako jeniec wojenny został osadzony w stalagu w Prusach Wschodnich. Późną jesienią 1939 zbiegł z niewoli wraz z plutonowym Władysławem Sobolem. Uciekinierzy kierowali się na rodzinną Grodzieńszczyznę. Po przekroczeniu granicy niemieckiej zostali zatrzymani przez radziecki patrol i następnie wywiezieni – w transporcie kolejowym – do Archangielska. Pracowali przymusowo przy wyrębie lasu do 1943, kiedy to zgłosili się do nowo formującego się w Sielcach nad Oką Wojska Polskiego. Następnie w szeregach 1 Polskiej Dywizji Piechoty im. Tadeusza Kościuszki Kaczanowski przeszedł szlak bojowy od Lenino do Berlina.
Po demobilizacji w październiku 1945 chciał powrócić w rodzinne strony, ale zdołał dotrzeć tylko do Białegostoku, gdyż drogi do Szczuczyna i Lidy zostały zamknięte. Następnie trafił do podlaskiej Czeremchy, gdzie znalazł pracę na kolei i się osiedlił. Jako rewident wagonowy pracował na PKP aż do emerytury, na którą przeszedł w 1974.
W 1988 został odznaczony Krzyżem Srebrnym Orderu Virtuti Militari, a w 1990 otrzymał nominację na stopień podporucznika w stanie spoczynku.

### Rodzina
Ożenił się w 1950. Miał jednego syna.

## Odznaczenia
- 1947 Medal za Odrę, Nysę, Bałtyk
- Medal za Warszawę 1939–1945
- 1960 Medal Zwycięstwa i Wolności 1945
- 1968 Medal „Za udział w walkach o Berlin”
- 1968 Krzyż Walecznych
- 1974 Krzyż Kawalerski Orderu Odrodzenia Polski
- 1982 Medal „Za udział w wojnie obronnej 1939”;
- 1984 Odznaka honorowa „Za zasługi dla Miasta Gdańska”
- 1988 Krzyż Srebrny Orderu Virtuti Militari
- 1995 Medal Żukowa
- 1997 Medal 1000-lecia Miasta Gdańska
- Odznaka „Za zasługi dla ZKRPiBWP”